# Emil Henriksson
Emil Vilhelm Henriksson, född 24 februari 1886 i Helsingfors, död där 19 december 1959, var en finländsk uppfinnare och företagsledare.
Kontorsmaskinmekanikern Henriksson uppfann 1907 Abloylåset och startade 1918 Ab Låsfabriken-Lukkotehdas Oy (från 1919 Ab Lukko Oy). Detta företag köptes 1923 av Maskin- och brobyggnadsaktiebolaget.